# Jełczenie
Jełczenie – procesy zachodzące spontanicznie w tłuszczach podczas ich długiego przechowywania. Jełczenie jest wynikiem utleniania kwasów tłuszczowych lub hydrolizy zawartych w tłuszczach wiązań estrowych.
Utlenianie tłuszczu zachodzi poprzez autooksydację. Jest to rodnikowa reakcja łańcuchowa, w której czynnikiem generującym wolne rodniki są cząsteczki tlenu. Sprzyja jej podwyższona temperatura i obecność światła słonecznego. Skutkiem tego procesu jest wytwarzanie się lotnych kwasów i aldehydów o nieprzyjemnym zapachu (tzw. jełczenie wonne). Na przykład jełczenie masła i związane z tym wydzielanie przykrego zapachu, polega na powstawaniu wolnego kwasu masłowego pod wpływem wody i enzymów.
Proces ten jest niepożądany z punktu widzenia przemysłu spożywczego, ponieważ zjełczałe tłuszcze są szkodliwe dla zdrowia. Przy daleko posuniętym procesie jełczenia mogą powstawać substancje toksyczne. Zniszczeniu ulegają egzogenne kwasy tłuszczowe (NNKT) i witaminy. NNKT, jako kwasy wielonienasycone są najbardziej narażone na utlenienie, wskutek czego tracą swoje właściwości biologiczne. Ponadto, tłuszcz utleniony może niszczyć wartościowe składniki pokarmowe zawarte w innych produktach żywnościowych, z którymi się styka np.: biotynę, ryboflawinę, kwas askorbinowy, kwas pantotenowy. Tłuszcz utleniony wchodzi również w interakcję z białkami, tworzy nierozpuszczalne polimery zmniejszające przyswajalność białek. Zjełczałe tłuszcze na skutek eliminowania witaminy E, selenu i niektórych aminokwasów prowadzą do wystąpienia dystrofii mięśni szkieletowych, a także serca.
Tłuszczem odpornym na jełczenie jest olej behenowy, występujący w największym stężeniu w nasionach moringi olejodajnej.
Aby zapobiegać jełczeniu tłuszczów, należy przechowywać je w chłodnych i suchych warunkach, bez dostępu światła słonecznego. Na skalę przemysłową zapobiega się temu procesowi poprzez zastosowanie antyoksydantów i kwasów.